# الهرسك

المنطقة التقريبية للهرسك في البوسنة والهرسك

الهرسك (بالبوسنية والصربية والكرواتية Hercegovina) هي المنطقة الجنوبية من البوسنة والهرسك في حين لا توجد حدود رسمية تميزها عن الأراضي البوسنية، ومن المسلم به عموما أن حدود المنطقة وكرواتيا إلى الغرب، والجبل الأسود إلى الجنوب، حدود الكانتون في كانتون الهرسك نيريتفا إلى الشرق، وغورني فاكوف، أوسكوبية إلى الشمال.قياسات للنطاق منطقة من 11419 كم2، أو حوالي 22٪ من المساحة الإجمالية للبلاد في الوقت الحاضر إلى 12276 كم2، حوالي 24% من البلاد. والهرسك يعني اسمها "ديوك الأرض"، في إشارة إلى القرون الوسطى الدوقية من ستيبان Vukčić Kosača الذي تولى عنوان "هرسك من سانت سافا في صربيا. مشتق هرسك من هرتسوغ لقب الألمانية.

## عدد السكان
في حين كان سكان الهرسك على مر التاريخ التي تقطنها أعراق مختلفة في الحرب البوسنية في 1990s أدى إلى كتلة التطهير العرقي وتشريد واسع النطاق للشعوب . في الماضي ما قبل الحرب إحصاء في عام 1991 بلغ عدد السكان 437095 نسمة.

## التاريخ
في أوائل العصور الوسطى، إقليم الحديثة البوسنة والهرسك تم تقسيمها إلى أصغر مناطق كثيرة أكثر أو مستقل أقل. الهرسك يشمل المناطق التي كانت تعرف آنذاك أرض هوم أو زاهوملي وTravunija، من خلال العصور الوسطى المتأخرة ينتمون إلى صربيا ملوك الأسرة Nemanjić . ينتمي أجزاء من غرب الهرسك إلى مملكة كرواتيا حتى اتحادها مع مملكة المجر في 1102. البوسنية بان ستيبان الثاني Kotromanić والملك Tvrtko أنا Kotromanić ملاصقة هذه المناطق للدولة البوسنية في القرن 14.
في أعقاب ضعف تاج البوسنية بعد وفاة ترفتكو أنا، النبلاء قوية من البوسنة كوسكاشا أسرة، الدوق الأكبر Sandalj Hranić وابن أخيه، هيرتسوغ ستيفان Vukčić، حكمت المنطقة هوم بشكل مستقل، اسميا فقط الاعتراف overlordship من ملوك البوسنية. في وثيقة أرسلت إلى فريدريك الثالث في 20 يناير 1448، دعا البوسنية دوق ستيبان Vukčić Kosača نفسه هيرزوغ (ديوك) من القديس سابا من الرب، وهوم وبريموريه، الدوق الكبير للمملكة البوسنية وبالتالي فإن الأراضي التي كانت تحت سيطرته وأصبح (في وقت لاحق من ذلك بكثير) والمعروفة باسم أراضي هيرزوغ في أو الهرسك.

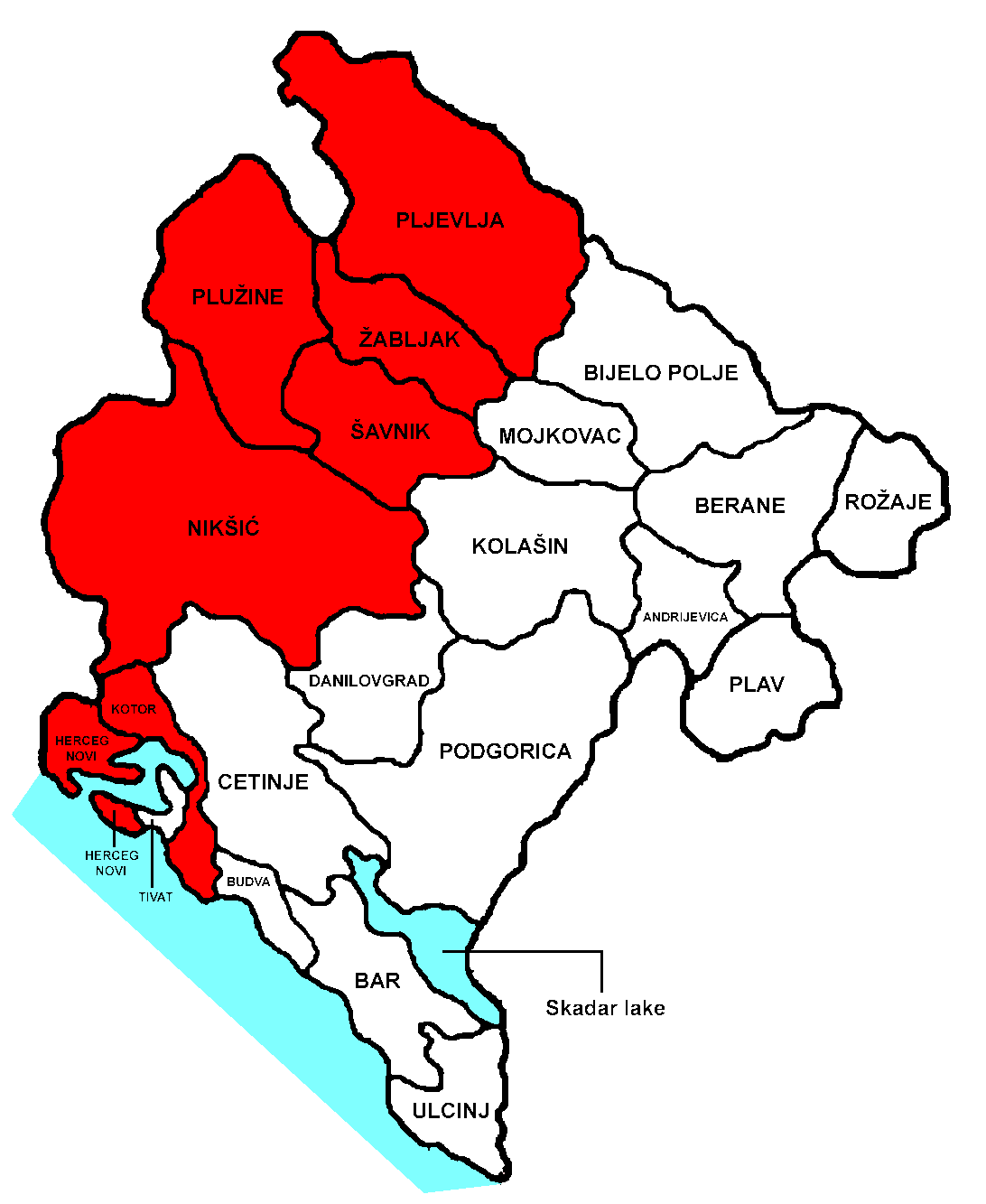
الهرسك القديمة في مونتينيغرو

## أنظر أيضًا
- دبابير صفراء
- حرب البوسنة والهرسك
- تطهير عرقي في الحرب البوسنية